# Pfarrkirche Hardegg

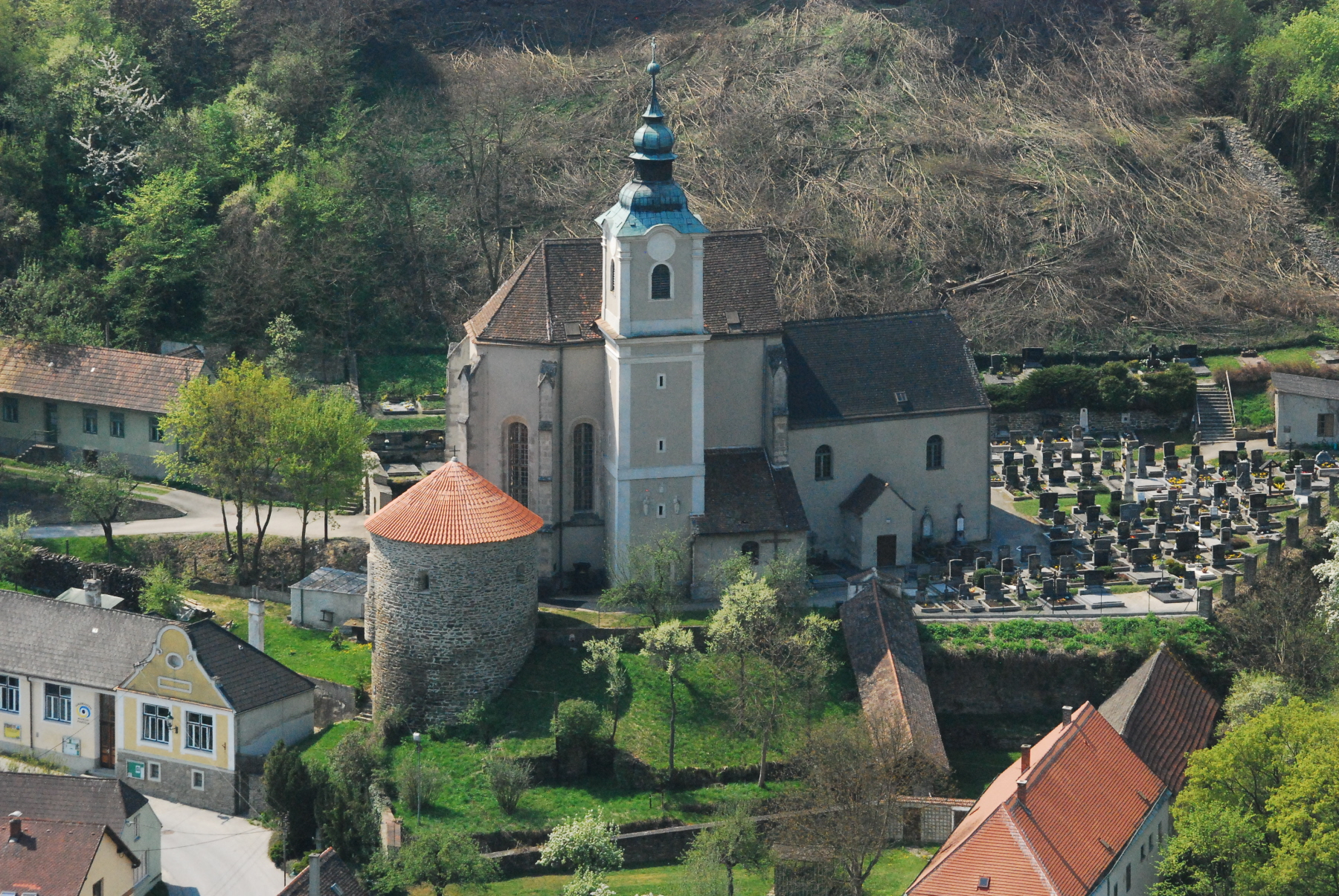
Katholische Pfarrkirche hl. Veit in Hardegg

Die Pfarrkirche Hardegg steht am nördlichen Abhang des Burgberges in der Stadtgemeinde Hardegg im Bezirk Hollabrunn in Niederösterreich. Die dem heiligen Veit geweihte römisch-katholische Pfarrkirche gehört zum Dekanat Geras in der Diözese St. Pölten. Die Kirche steht unter Denkmalschutz (Listeneintrag).

## Geschichte
Die Grafen von Plain-Hardegg gründete wohl in der Mitte des 12. Jahrhunderts in Verbindung mit der Herrschaft eine Pfarre. Urkundlich wurde 1220 eine Eigenpfarre der Grafschaft genannt. In der Mitte des 16. Jahrhunderts war die Pfarre protestantisch. Im Laufe des 17. Jahrhunderts war die Pfarre verwaist und wurde 1694 von der Herrschaft neu dotiert.
Der kleine im Kern spätromanische Kirchenbau mit hochgotischen Erweiterungen wurde ab 1743 barockisiert. 1970 war eine Restaurierung.

## Architektur
Die Kirche steht gemeinsam mit dem Karner Hardegg und dem Friedhof auf einer kleinen Terrasse am nördlichen Abhang des Burgberges. Die Kirche ist mit dem tiefer gelegenen Pfarrhof durch eine steile überdachte hölzerne Treppe verbunden.
Kirchenäußeres
Das romanische Langhaus aus dem Anfang des 13. Jahrhunderts erhielt wohl im Anfang des 14. Jahrhunderts ein niedrigeres südliches Seitenschiff. Der hohe Chor um 1400 mit einem starken Achsknick zum Langhaus hat nördlich einen hochgotischen Sakristeianbau. Östlich der Sakristei nördlich am Chor steht der Kirchturm aus 1754. Das schlicht gegliederte Langhaus mit einer glatten westlichen Giebelfront hat südseitig im Seitenschiff barocke Rundbogenfenster. Der leicht erhöhte Chor mit einem Fünfachtelschluss hat abgetreppte Strebepfeiler mit fialenartigen Ansätzen und Blendmaßwerk in der obersten Zone. Die ursprünglich gotischen Maßwerkfenster sind barock abgemauert und mit gekehlten Laibungen ausgerundet, Reste des spätgotischen Maßwerkes in Fischblasenformen sind im Inneren über dem Chorgewölbe erhalten. Der mächtige dreizonige Turm mit einer barocken abgeschnürten Haube ist schlicht mit Lisenen und Bändern gegliedert, hat kleine Rechteckfenster, das Glockengeschoß mit profiliertem Gesims und Eckpilastern hat Rundbogenfenster und Uhrengiebel.
Kircheninneres
Das Hauptschiff des Langhauses hat eine Flachdecke. In der nördlichen Langhauswand befindet sich ein tiefes spitzbogiges Türgewände aus dem 13. Jahrhundert. Im Westen des Hauptschiffes befindet sich eine barocke Orgelempore aus der ersten Hälfte des 18. Jahrhunderts auf einem schweren Rundbogen, die Emporenbrüstung zeigt sich mit schlanken Balustern und Voluten. Das niedrigere südliche Seitenschiff des Langhauses hat eine Flachdecke und ist mit drei gedrungenen Pfeilerarkaden zum Hauptschiff geöffnet.
Am mittleren südlichen Langhauspfeiler befindet sich eine gotische Wandmalerei Jüngstes Gericht um die Mitte des 14. Jahrhunderts, freigelegt 1927, an der Oberfläche stark verkratzt.
Der abgefaste spitzbogige Triumphbogen um 1400 ist eingezogen und steht schrägwinklig zum Langhaus sowie rechtwinklig zur Achse des Chores. Der überhöhte Chor mit nach Süden gerichtetem Achsknick war ursprünglich zweijochig mit Fünfachtelschluss und wurde in der Mitte des 18. Jahrhunderts mit einem barocken Gewölbe als Tonne mit flachen Stichkappen über Gurtbögen auf Pilastern und hohem Gebäck dreijochig gegliedert, zarter Stuckdekor zeigt die Monogramme IHS und Maria. Im Chorpolygon befindet sich eine spätgotische Sakramentsnische mit Dreipassmaßwerk, das schmiedeeiserne Steckgitter nennt 1605. Die Sakristei nördlich am Chor hat ein Tonnengewölbe.

## Ausstattung
Der Hochaltar aus 1863, geschaffen von Wenzel Scribani, hat einen neoklassizistischen Aufbau mit einem schlichten Wandretabel und schlanken Doppelsäulen auf hohen Sockeln, er hat eine Sarkophagmensa und einen klassizistischen Tabernakel mit der Gnadenfigur Mariahilf und adorierenden Engeln aus dem Ende des 18. Jahrhunderts. Das Hochaltarblatt zeigt die Apotheose des hl. Veit mit einer Darstellung von Hardegg von Joseph Winterhalter 1785. Die Seitenfiguren sind zwei spätgotische, barock übergangene, hölzerne Bischofsfiguren.
Die ähnlich dem Hochaltar gestalteten barocken Seitenaltäre aus 1733/1735 sind schlichte Doppelsäulenretabel mit jeweils zwei Puttenfiguren am gesprengten Giebel sowie Sarkophagmensen, das linke Altarblatt aus der ersten Hälfte des 18. Jahrhunderts zeigt stark übergangen Johannes Nepomuk, das rechte Altarblatt zeigt Maria mit Kind von Rudolf Welleba 1934.
Das Orgelgehäuse in klassizistischen Formen beinhaltet ein Orgelwerk von Dreher und Flamm 1935.

## Grabsteine
Außen
- Im Turmerdgeschoß sind eingemauerte Fragmente des Epitaphs zu Eva Prueschenk-Hardegg 1581 mit der Darstellung betende Stifter mit Kindern, die Mittelplatte befindet sich in der Kapelle der Burg Hardegg, als Lunette über dem Turmeingangstor Relief Gottvater mit Weltkugel, als Trittbrett des Einganges die zugehörige stark verwitterte Inschriftplatte 1581.
- Am Polygon des Chores ein monumentaler Grabstein der Pulvermacherfamilie König 1842.

Innen
- Monumentales Epitaph zu Julius von Hardegg um das dritte Viertel des 16. Jahrhunderts mit dreieckübergiebelten Säulenädikula mit Wappen und Relief des knienden Ritters vor dem Gekreuzigten.
- Klassizistischer vasenbekrönter Grabstein mit Figur des Chronos zu Josef Ipp 1812.